# Bert De Cleyn
Albert "Bert" Antonia Gustaaf De Cleyn (Mechelen, 28 juni 1917 - 13 september 1990) was een Belgisch voetballer die speelde als aanvaller bij KV Mechelen, destijds nog FC Malinois, onder de legendarische voorzitter en stichter kanunnik Dessain. Hij is met 350 gescoorde treffers de speler met het hoogste aantal doelpunten aller tijden in de Eerste klasse.
De Cleyn speelde vanaf 1932 bij FC Malinois, debuteerde op zijn 16de bij de eerste ploeg in de toenmalige Ereafdeling.  Hij zou er zijn hele carrière, die tot in 1955 duurde, blijven spelen. Hij speelde er met de officieuze seizoenen 557 wedstrijden waarin hij 466 doelpunten scoorde.
De Cleyn werd driemaal landskampioen met FC Malinois (seizoenen 1942/1943, 1945/1946 en 1947/1948). In de officiële competities van de Eerste klasse speelde hij in totaal 488 wedstrijden en scoorde hierbij 377 doelpunten, tot op heden nog steeds een record. De Cleyn werd twee keer officieel topschutter in de hoogste afdeling: 1941/42 (34 goals) en 1945/46 (40 goals, een naoorlogs record dat nog steeds niet werd geëvenaard). In de niet-officiële oorlogscompetitie van 1940/41 scoorde hij 19 keer, in de niet afgewerkte competitie van 1944/45 zelfs 25 keer in 17 wedstrijden.
Een ander record dat nog steeds mee op Bert De Cleyns naam staat is dat van het meeste doelpunten in één wedstrijd in competitieverband.  Tijdens een competitiewedstrijd tegen Racing de Bruxelles (7-1) trof hij zeven maal raak.Echter deden vier spelers hem dat al voor Maurice Vertongen in 1910, Emiel Van den Berghe in 1930, Florent Lambrechts in 1936 en Jean Smets in 1942.Bernard Voorhoof scoorde er zelfs acht maar was in het niet afgewerkte seizoen 1939-1940.
De Cleyn speelde tussen 1946 en 1948 12 wedstrijden voor het Belgisch voetbalelftal en scoorde hierin 9 doelpunten.  Hij maakte zijn internationaal debuut op 19 januari 1946 in een vriendschappelijke wedstrijd tegen Engeland. België won die wedstrijd met 2-0.